# می اموری
مِـی اِموری (انگلیسی: May Emory؛ ‏ ۱۱ نوامبر ۱۸۸۰ – ۱۵ اکتبر ۱۹۴۸) بازیگر اهل ایالات متحده آمریکا بود.
از فیلم‌هایی که وی در آن‌ها نقش داشته است، می‌توان به آن حلقه کوچک طلا اشاره نمود.